# Landsmannschaft Ostpreußen

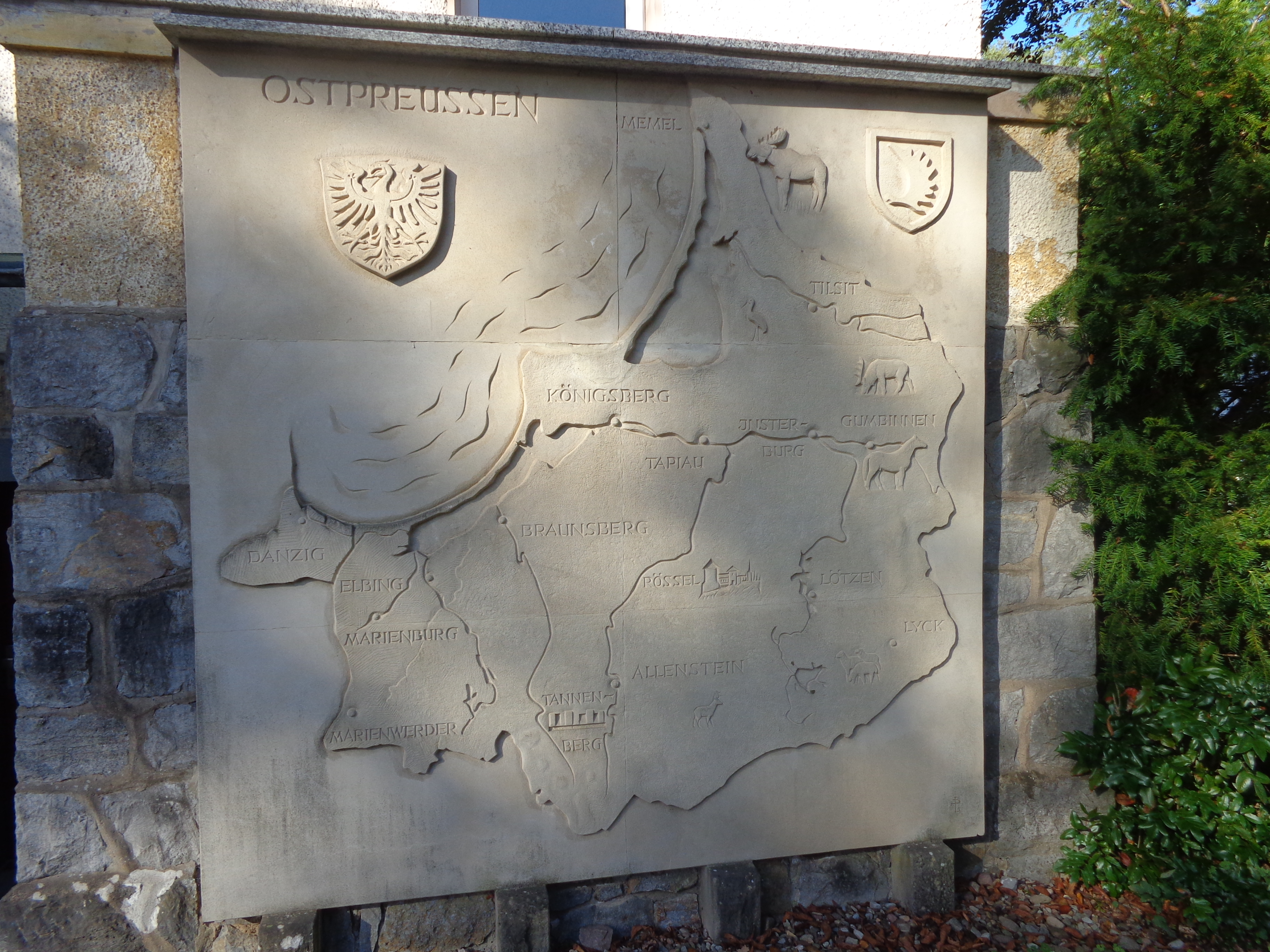
Ostpreußen-Relief an der früheren Bildungsstätte Ostheim in Bad Pyrmont

Die Landsmannschaft Ostpreußen e. V. (kurz: LO) mit Sitz in Hamburg ist der Verband der geflüchteten und vertriebenen Ostpreußen, deren Nachkommen sowie für Spätaussiedler und Personen, die sich Ostpreußen und seinem kulturellen Erbe besonders verbunden fühlen. Sie wurde am 3. Oktober 1948 von heimatvertriebenen und geflüchteten Ostpreußen in Hamburg gegründet. Die LO ist Mitglied im Bund der Vertriebenen (BdV) und Ausgangsstifter der Ostpreußischen Kulturstiftung (OKS), die unter ihrem Dach das Ostpreußische Landesmuseum in Lüneburg und das Kulturzentrum Ostpreußen in Ellingen vereint.
Ihr Sprecher ist seit 2010 Stephan Grigat. Die LO ist als gemeinnützig anerkannt und erhält im Rahmen der Projektförderung öffentliche Mittel durch die Beauftragte der Bundesregierung für Kultur und Medien, das Bundesministerium des Innern und den Freistaat Bayern.

## Aktivitäten
In den Jahren nach der Wende und friedlichen Revolution in der DDR von 1989/90 hat die Landsmannschaft Ostpreußen, oft in Kooperation mit dem Lazarus Hilfswerk oder der Johanniter Unfallhilfe, 21 Sozialstationen mit Kleiderkammern und Apotheken im heute zu Polen gehörigen Teil Ostpreußens eingerichtet. Sie hat in dieser Zeit zahlreiche Hilfsgütertransporte für Krankenhäuser, Kinder- und Altersheime organisiert und finanziert, Wolfskinder, besonders in Litauen, unterstützt, ebenso wie Kindergärten und Schulen, unter anderem durch Schulspeisungen; diese Aktivitäten sind aber wegen der wirtschaftlichen Entwicklung Polens in den vergangenen Jahren in den Hintergrund getreten.
Über ihr 1951 gegründetes Sozialwerk Bruderhilfe unterstützt die LO bis heute in Not geratene heimatverbliebene Ostpreußen mit einer jährlichen Geldzuwendung. Seit 2000 finden Deutsch-Polnische Kommunalpolitische Kongresse statt, die den Dialog zwischen den ehemaligen und den heutigen Bewohnern der Region Ermland und Masuren (südliches Ostpreußen) fördern sollen. Vertreter der Kreisgemeinschaften und der deutschen Vereine erörtern gemeinsam mit polnischen Landräten und Bürgermeistern historische, wirtschaftliche, kulturelle und politische Themen.
Im südlichen Teil Ostpreußens, der heute polnisches Staatsgebiet ist, gibt es Stand 2024 18 deutsche Vereine und einen Dachverband, die von der LO und ihren Heimatkreisgemeinschaften durch Arbeitstagungen für die Vereinsvorsitzenden, Sommerfeste und Veranstaltungen für Jugendliche, z. B. die Ostpreußische Sommerolympiade, unterstützt werden. In Allenstein (polnisch Olsztyn) unterhält die LO seit 2004 ein Verbindungsbüro mit einem hauptamtlichen Mitarbeiter.
Seit 2008 werden Deutsch-Russische Foren für die Kreisgemeinschaften und die Leiter der Archive, Bibliotheken, Museen und Deutschlehrer sowie Vertreter der russischen Gebietskörperschaften des Königsberger Gebietes (Oblast Kaliningrad) durchgeführt. Die Foren basieren auf der Erkenntnis, dass das kulturelle Erbe Ostpreußens nur von den alten und neuen Bewohnern gemeinsam erhalten werden kann und dienen dem Meinungsaustausch und der Vorbereitung von Kulturprojekten im nördlichen Teil Ostpreußens, der heute russisches Staatsgebiet ist. Wegen des Russland-Ukraine-Krieges finden aktuell keine Foren statt. Im heute litauischen Memelland unterstützt die LO die dort ansässigen vier deutschen Vereine.
In Deutschland organisiert die LO in der Politischen Bildungsstätte Helmstedt Seminare zur Geschichte und Landeskunde Ostpreußens. Finanziert werden diese Angebote u. a. aus den Erträgen der von der LO 2009 errichteten Stiftung Zukunft für Ostpreußen.
Die höchste Auszeichnung, die die LO vergibt, ist der Preußenschild.

## Ziele
Die Völkerverständigung im zusammenwachsenden Europa ist übergeordnetes Leitziel für die Arbeit der LO. Zu den satzungsmäßigen Zielen  gehören:
- die Wahrung des kulturellen Erbes Ostpreußens
- die Fürsorge für die Vertriebenen und die Angehörigen der deutschen Volksgruppe in der ostpreußischen Heimat
- das Recht auf Selbstbestimmung „als ein jedem Volk unantastbares Recht“
- das „friedliche Zusammenleben der Völker auf dem Boden des Rechts, nicht der Gewalt“
- die europäische Einigung in Frieden und Freiheit
- umfassender Volksgruppenschutz für alle ethnischen Minderheiten in Europa.

Die Satzung enthält an mehreren Stellen ein Bekenntnis zum Völkerrecht, aber keine (explizite) Forderung nach Eigentumsrückgabe oder Entschädigung. In der Satzung wird auch nicht die Rückgliederung ehemals ostpreußischen Gebietes an Deutschland gefordert.

## Mitgliedschaft und Organe
Die Landsmannschaft Ostpreußen besteht aus:
1. 37 Heimatkreisgemeinschaften, entsprechend den historischen Landkreisen Ostpreußens
2. 16 Landesgruppen, entsprechend der Bundesländer, mit insgesamt etwa 420 Orts- und Kreisgruppen und der
3. 250 persönlichen Mitgliedern (Stand 2024).

Die Landsmannschaft Ostpreußen hat zwei Organe, die Ostpreußische Landesvertretung (OLV) sowie den Bundesvorstand. Die OLV tagt üblicherweise einmal jährlich. Sie hat mit Ausschüssen und Präsidium eine parlamentsähnliche Struktur, im Sinne des Vereinsrechts ist sie die Mitgliederversammlung der LO.
Die LO gibt außerdem als Organ die konservative Wochenzeitung Preußische Allgemeine Zeitung (bis 2003: Das Ostpreußenblatt) heraus.

## Bund Junges Ostpreußen
Im Februar 2000 wurde der Bund Junges Ostpreußen (BJO), die offizielle Jugendorganisation des Verbands, gegründet. Der BJO hat mehrere hundert Mitglieder. Der BJO setzt sich unter anderem für die Völkerverständigung junger Menschen ein und ist sowohl in der Bundesrepublik als auch in Ostpreußen mit Seminaren, Freizeiten, Bildungsveranstaltungen und Begegnungen polnischer, russischer und deutscher junger Menschen aktiv. Auch die Kriegsgräberfürsorge in Ostpreußen – oft gemeinsam mit polnischen Jugendlichen – gehört zu den Tätigkeiten des BJO. Der Verband setzt sich für die Erinnerung an die deutsche Geschichte Ostpreußens und die Kontaktpflege zu seinen heutigen Bewohnern ein.
Der 1991 gegründeten früheren LO-Jugendorganisation Junge Landsmannschaft Ostpreußen (heute: Junge Landsmannschaft Ostdeutschland) wurde dieser Status aufgrund ihrer rechtsextremen Ausrichtung aberkannt, woraufhin sie sich dem Witikobund anschloss.

## Sprecher (Vorsitzende)
- 1948–1951: Ottomar Schreiber, ab 1951 Ehrenpräsident
- 1952–1966: Alfred Gille
- 1966–1971: Reinhold Rehs
- 1972–1974: Joachim Freiherr von Braun[11]
- 1975–1979: Hans-Georg Bock[12]
- 1979–1990: Ottfried Hennig (ab 1982 Staatssekretär beim Bundesminister für innerdeutsche Beziehungen)
- 1990–1992: Harry Poley
- 1992–2010: Wilhelm von Gottberg
- seit 6. November 2010: Stephan Grigat

## Bierut-Dekrete
Im Vorfeld der EU-Osterweiterung forderte die Landsmannschaft die Rücknahme der „Bierut-Dekrete“. Diese Dekrete stellten, ähnlich wie die Beneš-Dekrete in der ehemaligen Tschechoslowakei, die völkerrechtswidrigen Vertreibungen, Enteignungen und Misshandlungen der deutschen Bevölkerung in Ostpreußen, Schlesien, Pommern und Ost-Brandenburg unter Straffreiheit.